# Johannes Gramm

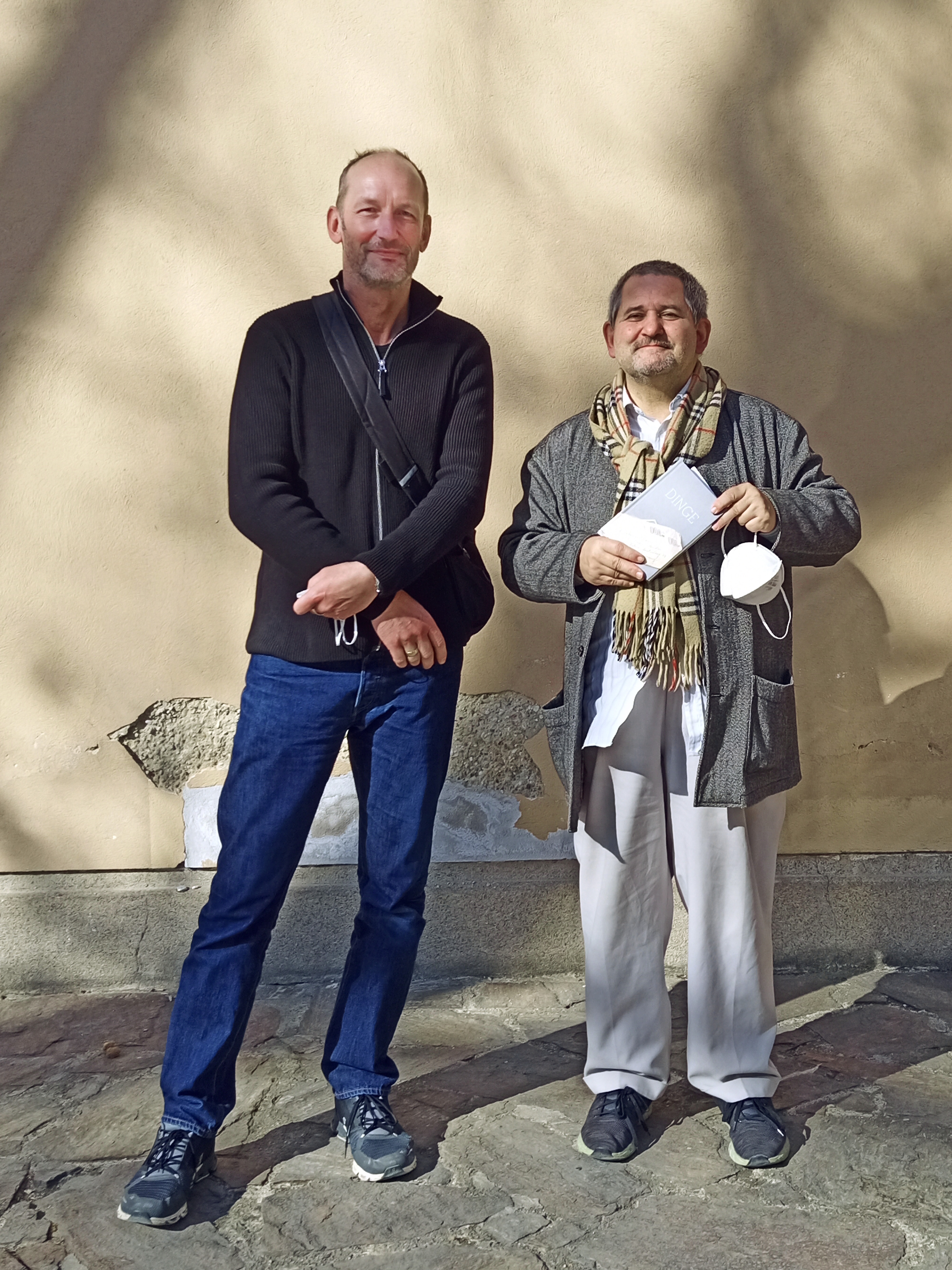
Johannes Gramm und Paul Albert Leitner auf der Fotowien 2022

Johannes Dieter Gramm (* 1964 in Essen) ist ein deutscher Fotokünstler, Maler, Bühnenbildner, Videokünstler und Autor.

## Leben
Gramm wurde 1964 als zweites Kind von Mechtild und dem Chemiedidaktiker Altfrid Gramm in Essen geboren. Er ist der Enkel des Pädagogen und Kinderbuchautors Hubert Göbels sowie ein direkter Nachfahre Joachim von Sydows. Nach dem Abitur am Gymnasium Essen-Werden und Zivildienst in der Fachklinik Kamillushaus studierte er von 1987 bis 1997 an der Universität Essen Philosophie, Germanistik und Mathematik. Im Fachbereich 4 – aus dem der jetzige Fachbereich Gestaltung der Folkwang Universität der Künste hervorging – schloss er sein Kunststudium in der Klasse László Lakner 1997 in den Fächern Malerei, Grafik und Fotografie ab. Seitdem arbeitet er freiberuflich als bildender Künstler in Essen und den benachbarten Niederlanden.

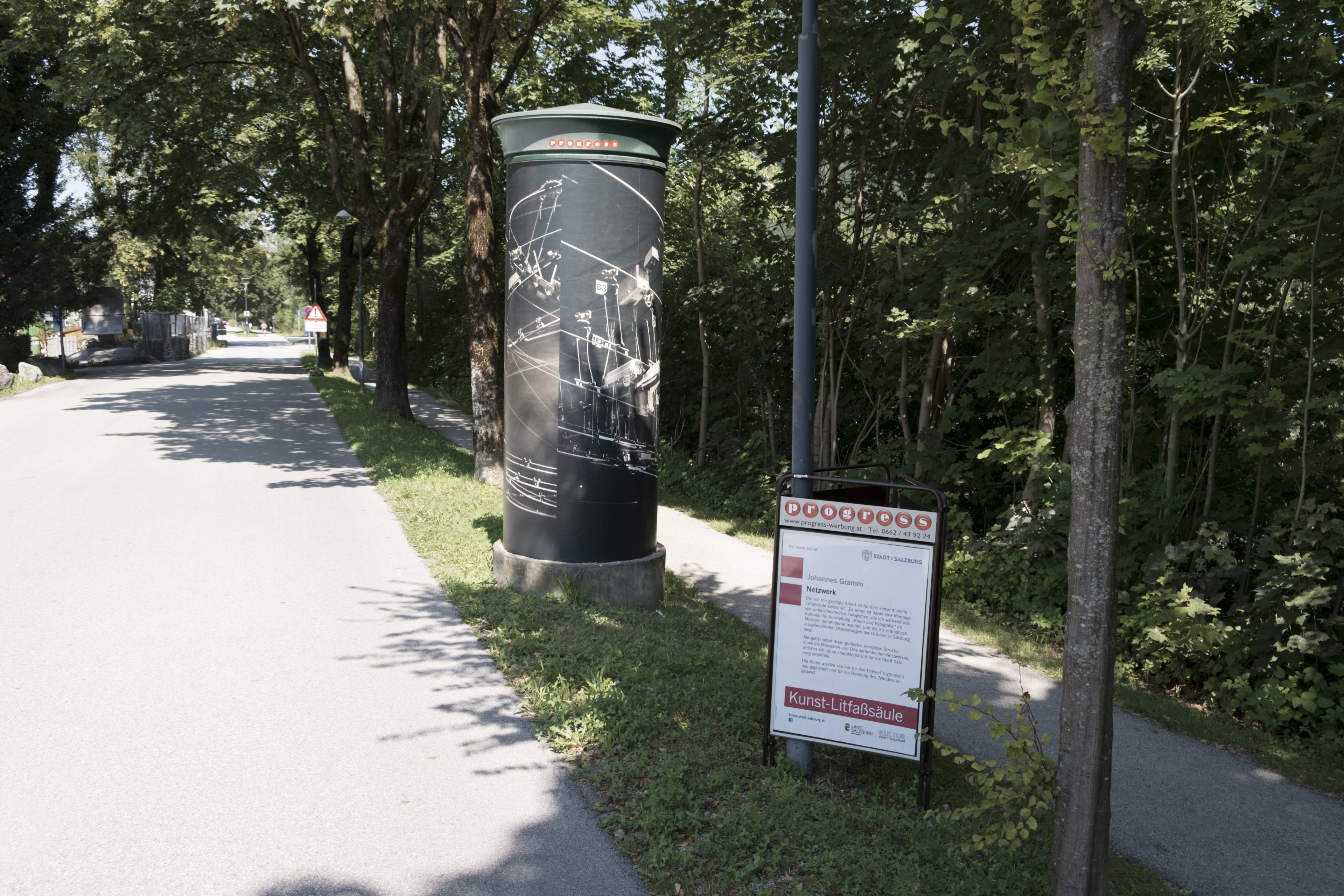
Salzburg, Kunstlitfaßsäule mit Gramms Motiv (2020)

## Arbeit
Neben Ausstellungen seiner Bilder und Installationen stehen bei Gramms Arbeit auch Bühnenbilder für verschiedene Häuser und Produktionen in ganz Europa, Ausstellungsarchitektur sowie performative Veranstaltungen und Illustrationen. Von 2004 bis 2009 arbeitet Gramm als Dozent für Zeichnen an der Universität Duisburg-Essen, 2005 bis 2007 als Dozent für Bühnenbild an der FH Dortmund und 2016 bis 2019 für Porträtfotografie an der TU Dortmund. 2020 hatte er einen Lehrauftrag an der HfBK Dresden, Klasse Wolff. Thematisch ist seine Arbeit nicht auf ein Genre begrenzt. Gramm verbindet verschiedenste Techniken und Bereiche, um die für ihn relevanten Themen zu bearbeiten und darzustellen, vergleichbar mit einem musikalischen Remix. Aufgrund seiner Erfahrung im Theater und Ballett greift er häufig auf unterschiedliche Techniken und Genres oder die Mitarbeit anderer Künstler zurück. Das allen Arbeiten Gramms zugrunde liegende Thema ist aber immer im weitesten Sinne das Porträt.
So reicht hierbei das bildnerische Spektrum vom klassischen Porträt, bzw. fotografischen Selbstporträt z. B. mit Bezügen zu Genderfragen, über Themen im Zusammenhang von Kultureller Aneignung bis zur Auseinandersetzung mit Werken anderer Künstler. Zu nennen ist hier z. B. sein gemeinsam mit Laas Abendroth herausgegebenes Buch „Nein“ mit den Antworten auf die Fragen von Peter Fischli und David Weiss sowie eine unmittelbar auf Bas Jan Aders Arbeit „Broken fall (Geometric)“ von 1971 bezogene Serie, die Gramm 35 mal variiert fallend vor dem auch bei Ader im Hintergrund sichtbaren Leuchtturm von Westkapelle zeigt. 2021 erschien sein Fotobuch Dinge, eine fotografische Autobiografie anhand von über dreihundert Alltagsgegenständen, in der Edition des Fotohofs Salzburg. Das Buch wurde mit dem Deutschen Fotobuchpreis 21/22 in Silber ausgezeichnet. 2022 erhielt er das einjährige Arbeitsstipendium der Stiftung Kunstfonds Bonn.
Johannes Gramm wird vertreten durch die Grau Galerie.
2013 kandidiert er zudem mit einer künstlerischen Aktion als parteiloser Direktkandidat im Bundestagswahlkreis Essen III für den 18. Deutschen Bundestag. Der Wahlkreis wurde mit nur 3 Stimmen Vorsprung vom Kandidaten der CDU gewonnen. Ferner öffnete eines der Wahllokale im Wahlkreis mit halbstündiger Verspätung, so dass Bürger nicht zur Wahl gehen konnten. Mit seiner künstlerischen Plakataktion – verschiedene Motive aus einer Selbstporträt-Serie – sorgte Gramm dabei für Diskussionen, ob die für ihn abgegebenen Stimmen den entscheidenden Ausschlag brachten.

## Ausstellungen, Bühnenbilder und Performances (Auswahl)
Angaben soweit nicht gesondert belegt laut engelsysteme.de Liste der Ausstellungen
- 2024: Mülheim, Kunstmuseum[20], Im Herzen wild, kuratiert von Stefanie Kreuzer
- 2023: Essen, Kunstverein Ruhr[21], Dinge
- 2022: Burgrieden, Museum Villa Rot[22], Memory Matter. The Relationship Between Objects and Our Self, kuratiert von Sophie-Charlotte Opitz
- 2021: Moers, Kunstverein Peschkenhaus[23], Trockenwohnen
- 2020: Düsseldorf, Stadtmuseum
- 2019: Salzburg, Galerie Sophia Vonier[24]
- 2018: Salzburg, Raum & Fotografie, Museum der Moderne Salzburg u. a. mit Wolfgang Tillmans, Isa Genzken und Hito Steyerl[25], kuratiert von Christiane Kuhlmann
- 2017: Amsterdam, vdhp video biënnale, Aire Espacio Cultural, Rosario (Argentina), Plataforma de Acción 3 Suiseki Invisible Sutil
- 2016: Dortmund, Keine Zeit, Künstlerhaus Dortmund, Rheda, Stille, Orangerie Schloss Rheda, Backnang, Kopf und Kragen, Galerie der Stadt Backnang
- 2015: Berlin, Staatsoper Unter den Linden, Bühne und Kostüm zu Ernst Krenek Tarquin, Inszenierung Mascha Poerzgen, Premiere am 19. April 2015[26]
- 2014: Scheveningen (NL), Badgast; Mülheim, Der subversive Geist u. a. mit Martin Kippenberger, Christoph Schlingensief, Laas Abendroth, Dore O. und Matthias Schamp Kunstmuseum Mülheim an der Ruhr in der alten Post, kuratiert von Beate Reese[27]
- 2013: Oberhausen, Blowin’ free  im Rahmen der Emscherkunst[28]; Düsseldorf, Visual Antifoto Manifesto on Photoweekend; Simultanfestival, Timișoara, Romania
- 2012: Schauspielhaus Bochum, Bühnenbild zu Carole King Queen of the Beach[29]; Westkapelle (NL), Polderhuis Museum
- 2011: Wasserburg a. Inn, J’ai débuté, Galerie im Ganserhaus[30]; Biberach, Kunstverein; London, The Forum, PS/PS-Exhibition7/10, Bethnal Green
- 2010: Duisburg, Mercatorhalle, Bühnenbild Heimspiel; Essen, Spuren, Maschinenhaus Zeche Carl; Checkpoint, Grenzgebiete Ruhr2010, Kulturhauptstadt Europas; Hamburg, Kunstverein Sankt Pauli, Das erste 3D Tattoo der Welt, Kunsthaus Essen in Zusammenarbeit mit Franziska Nast; Essen, Eveningsonx Ein andalusischer Hund jault aber ganz anders mit C. Kammer und J. Kinzius; Lübeck, PS/PS-Exhibition4/10, Koberg
- 2009: Duisburg, Mercatorhalle, Bühne für Heimspiel; Essen, Galerie Obrist; Contemporary Art Ruhr; Rotterdam, PS/PS-Exhibition2/10, Veranda; Dortmund, Bürgersaal Preisträgerausstellung; London, PS/PS-Exhibition3/10, Angel
- 2008: Dortmund, Künstlerhaus/Domizil Pecha Cucha Night; Dortmund, Bürgersaal Generationzukunft; Wuppertal, REX-Theater, The art of listening
- 2007: Kunsthaus Essen Grugapark Suicide; Gasometer Oberhausen Bühnenbild und Abendspielleitung Mono eine Veranstaltung der DEGEM u. a. mit Jobina Tinnemans; München, Tube, Konzert mit Raoul Haarmann; Luxembourg, Long Distance Breath von Bernd Uwe Marszan (ehemaliger Tänzer bei Pina Bausch), Grand Theatre; Essen, TIZ-Projekt, Kröcks Kapitale Kritik, Grillotheater
- 2006: Essen, Video-Performance mit Haarmann, Kunsthaus Salon; Rom, Bühnenbild und Videotechnik für Long Distance Breath von B. U. Marszan (eh. Tänzer Tanztheater Wuppertal), Teatro Vascello; Köln Bühne für Das Ende der Nacht An Kuohn und Haarmann; Linz, Videologbuch Essen 2006, Filmprojekt der FABRIKANTEN Linz (Österreich), Premiere 2007 in Novi Sad
- 2005: Wuppertal / Leichlingen Dritte Art Tango Weatfalica
- 2004: Essen Kunsthaus 18? Jetzt will ich ALLES sehen!; Dortmund Opernhaus (Ausstattung Opernball), Soiree beim Rosenkavalier
- 2003: Wuppertal Rex, Zweiheit

## Preise
Angaben soweit nicht gesondert belegt laut engelsysteme.de
- 2022 Arbeitsstipendium Kunstfonds Bonn[31]
- 2021 Deutscher Fotobuchpreis in Silber mit dem Buch Dinge[32]
- 2020 Stipendium des Ministeriums für Kultur und Wissenschaft des Landes Nordrhein-Westfalen
- 2020 Stadt Essen, Stipendium des Essener Kulturbüros[33]
- 2020 Salzburg, Kunstlitfaßsäulen[34]
- 2014 Scheveningen (NL) Satellietgroep/Badgast Artist in Residenz[35]
- 2008 Generation Zukunft
- 1999 Agnes Gätz Preis[36]
- 1999 Break 21 (Slowenien)
- 1991 Deutsche Akademie für Kinder- und Jugendliteratur (Illustrationen, Autor Hubert Göbels)

Nominierungen:
- 2011 Blooom-Award, Köln
- 2009 und 2010 Nassauischer Kunstverein Wiesbaden Follow Fluxus – Fluxus und die Folgen